# Тележинський Михайло Теодорович
Тележинський Михайло Теодорович (*26 січня 1886 — †1939) — композитор, хоровий диригент, публіцист, духовний та політичний діяч.
Народився 26 січня 1886 року в селі Булаї Бердичівського повіту. 1905 року закінчив Києво-Подільське духовне училище і був зарахований до Київської духовної семінарії. 1913 року Тележинський був посвячений у духовний сан, але відмовився від священицтва, повністю віддав себе мистецтву. Наступні роки він присвятив самовдосконаленню в професійній музичній сфері водночас задовольняючи свій яскравий суспільний темперамент участю у політичному житті Києва. В 1917 році Тележинський стає вже вельми помітною постаттю столиці: він — член Центральної Ради, державний інспектор військ УНР, диригент заснованого К.Стеценком першого Українського Національного хору.
Випадкова зустріч із К.Стеценком у 1918 році на станції Броди під час вимушених «мандрів» поклала початок кількамісячному тісному особистому та творчому спілкуванню двох музикантів. Подальша доля Тележинського була тісно пов'язана з Волинню, куди він переїхав влітку 1919 року. Спочатку Кам'янець-Подільський, потім Володимир-Волинський стають центрами його різнобічної діяльності. Займаючи спершу скромну посаду псаломщика однієї з володимирських церков, Тележинський швидко опинився у вирі громадського і мистецького життя, коли увійшов до складу місцевої «Просвіти». 1922 року він організував хор «Замочок», один з найкращих на Волині. Тоді ж він познайомився з Арсеном Річинським, головним лікарем місцевої лікарні, в особі якого знайшов однодумця і близького друга. Обидва стали поборниками відродження автокефалії та українізації церковної відправи.
У тому ж 1922 році розпочинається композиторська діяльність Тележинського: спочатку він створює Літургію, згодом у Станіславі у видавництві «Ліра» вийшла його «Збірка пісень і забав для дітей».
З 1927 року розгортається критично-публіцистична діяльність Тележинського. Починаючи з першої своєї статті, яка була присвячена 100-літньому ювілею з дня виходу збірки українських народних пісень М.Максимовича, Тележинський цілеспрямовано вивчав історію, теорію, естетику та практику побутування українського музичного фольклору і став одним із провідних вітчизняних фахівців з цієї проблеми.
Довгі роки композитор, як публіцист, співпрацював з газетою «Українська нива», що виходила українською мовою спочатку у Варшаві, пізніше в Луцьку. Так, 1928 року в газеті були надруковані два біографічні нариси Тележинського — про К.Стеценка та М.Леонтовича.
Композитор часто виступав з лекціями та вступними промовами у концертах за участю свого хору. 1929 року після серії концертів хору в Луцьку, Тележинський прийняв пропозицію зайняти посаду регента хору місцевого Чеснохресного братства. В 1930 році Тележинського призначили інспектором українських народних хорів при Шкільній кураторії. Це дало поштовх до того, щоб розробити теорію хорової справи в серії газетних публікацій, започаткувати регулярні диригентскі курси, а пізніше — і розробити унікальний документ — Статут українських народних хорів.
Не покидає він своєї політичної діяльності — так, 1931 року Тележинський був обраний послом до Сейму, де разом з журналістом П.Певним, головним редактором «Української ниви», вони започаткували нову політичну організацію «Волинське Українське об'єднання». Тележинський став його генеральним секретарем.
У 30-ті роки з'являється багато творів композитора: 4 десятки хорових обробок, збірник із 160 українських народних пісень, солоспіви, середь яких цикл «Айстри» на слова О.Олеся, дитяча опера «Дід Мороз», «Вечірня та ранішня відправи». Музика Тележинського позначена благородними рисами його особистості. Її відрізняють поетичність, емоційність, глибина. Хорові обробки волинських народних пісень в окремих рисах нагадують стиль М.Леонтовича, хоча і виглядають скромнішими за формою. Дитячі пісні пронизані тонким відчуттям світосприйняття дитини і демонструють дбайливе і зворушливо обережне ставлення до оригіналу. Духовним творам композитора притаманна стримана манера висловлення та аскетична гармонічна мова, що свідчить про свідомі пошуки таких засобів виразності, які б відповідали давнім національним традиціям знаменного розспіву — традиціям «правдивої церковності й релігійного настрою».
1936 року Тележинський знову прийняв духовний сан і став священиком Василівської церкви у Володимирі. Очевидно, це і стало формальним приводом до його арешту, тоді як справжня причина — політична націоналістична діяльність Тележинського. Композитор трагічно загинув у 1939 році під час конвоювання до табору «при спробі втечі».